# Kim Sang-mun
Kim Sang-mun (kor. 김상문; ur. 6 stycznia 1970) – południowokoreański judoka. Olimpijczyk z Barcelony 1992, gdzie zajął siódme miejsce w kategorii do 65 kg.
Srebrny medalista wojskowych MŚ w 1992 roku.

## Letnie Igrzyska Olimpijskie 1992
| Konkurencja | Rundy eliminacyjne | Rundy eliminacyjne         | Rundy eliminacyjne      | Repasaże                | Repasaże                  | Repasaże                  | Klas. końcowa |
| Konkurencja | Przeciwnik I       | Przeciwnik II              | Przeciwnik III          | Przeciwnik I            | Przeciwnik II             | Przeciwnik III            | Miejsce       |
| ----------- | ------------------ | -------------------------- | ----------------------- | ----------------------- | ------------------------- | ------------------------- | ------------- |
| 65 kg       | Li Gwang (PRK) Z   | Vsevolods Zeļonijs (LAT) Z | Rogério Sampaio (BRA) P | Augusto Almeida (POR) Z | Francisco Morales (ARG) Z | Francisco Lorenzo (ESP) P | 7.            |